# Joanna Hogg
Joanna Hogg (Londen, 20 maart 1960) is een Britse filmregisseur en scenarioschrijver. Ze maakte haar regie- en schrijfdebuut met de speelfilm Unrelated uit 2007 . 

## Vroeg tv-werk
Eind jaren zeventig werkte Hogg als fotograaf. Nadat ze een camera leende van Derek Jarman - een vroege mentor -  begon ze met het maken van experimentele super-8-films. Een van deze films over een kinetisch sculptuur van kunstenaar Ron Haselden, leverde haar een plek op om regie te studeren aan de National Film and Television School.  Ze studeerde af met het werk Caprice (met een rol voor Tilda Swinton) uit 1986. Na haar studietijd regisseerde Hogg verschillende muziekvideo's voor artiesten als Alison Moyet en kreeg ze haar eerste kans om te werken voor televisie met het schrijven en regisseren van een programmasegment voor de serie Network 7, Flesh + Blood. In de jaren negentig regisseerde Hogg afleveringen van London Bridge, Casualty en London's Burning. Ze regisseerde ook de EastEnders- special EastEnders: Dot's Story (2003). 

## Film
Haar eerste speelfilm, Unrelated (2008), filmde Joanna Hogg in Toscane. De film vertelt het verhaal van een kinderloze vrouw, Anna (Kathryn Worth), van een jaar of veertig die met haar vriendin Verena (Mary Roscoe) en haar tienerfamilie op vakantie gaat naar Italië. In de loop van de vakantie ontstaan spanningen omdat Anna minder tijd doorbrengt met de 'volwassenen' en zich eerder aangetrokken voelt tot het tieners van de groep en de attenties van Verena's jonge neef (Tom Hiddleston). 
De film kreeg lovende kritieken, ging in première op het London Film Festival in 2007 en won de FIPRESCI International Critics Award. Hij won ook de Guardian First Film Award in 2008 en de 'Most Promising Newcomer' Award bij de Evening Standard British Film Awards in 2009. Verder kreeg Hogg een nominatie voor de London Film Critics' Circles Breakthrough Filmmaker Award in 2009. 
Haar tweede film, Archipelago, opgenomen op het eiland Tresco, ging in première in het Verenigd Koninkrijk op het London Film Festival van 2010, waar hij werd genomineerd in de categorie beste film. 
In Hoggs derde film Exhibition speelden muzikant Viv Albertine en kunstenaar Liam Gillick een rol, evenals Tom Hiddleston met wie ze al enkele keren eerder samenwerkte. De film ging in première op het Locarno Film Festival in 2013. Peter Bradshaw van The Guardian noemde het 'een meesterlijk filmisch raadsel' en kende de film vijf sterren toe.
Haar nieuwste film The Souvenir ging in première op het Sundance filmfestival in 2019. De titel verwijst naar het gelijknamige schilderij van Jean-Honoré Fragonard en gaat over een jonge kunstenaar die probeert haar stempel te drukken te midden van een toxische relatie met een oudere, charismatische man. 
De stijl van Hogg wordt beïnvloed door Europese en Aziatische regisseurs zoals Éric Rohmer en Yasujirō Ozu in haar gebruik van langere shots en minimale camerabewegingen. Ze kiest voor de ongebruikelijke tactiek om in haar films naast getrainde acteurs ook niet-professionele acteurs te casten, zoals de landschapsschilder Christopher Baker in Archipelago. Door haar focus op personages uit de middenklasse wordt haar werk omschreven als de voorhoede van een nieuw soort sociaal realisme in de Britse film.

## Radio
In 2015 regisseerde Hogg samen met producent Laurence Bowen Harold Pinters niet-geproduceerde scenario gebaseerd op Karen Blixens kortverhaal "The Dreaming Child" voor het programma Unmade Movies op Radio 4. Bertie Carvel en Lydia Leonard, die eerder met Hogg aan Archipelago werkte, namen twee van de rollen op zich.

## Curatie
In oktober 2015 was Hogg co-curator van een tentoonstelling van het installatiewerk van filmmaker Chantal Akerman, "Chantal Akerman NOW", in de Ambika P3 Gallery. Dit was het hoogtepunt van een twee jaar durend retrospectief van Akerman's werk dat Hogg had geprogrammeerd met Adam Roberts, met wie ze in 2011 het bioscoopcollectief A Nos Amours oprichtte. Het collectief is "toegewijd aan het programmeren van overziene, onderbelichte of bijzonder krachtige cinema". In een interview noemde Hogg het feit dat 'een nieuwe generatie opgroeit die het werk van regisseurs als Tarkovsky eigenlijk niet kent', als een belangrijke motivatie voor de oprichting van het collectief.

## Televisiewerk
- Flesh + Blood (miniserie voor Network 7 ) Channel Four (1988)
- Kersplat (zes afleveringen) Channel Four (1991)
- Dance Eight BBC (1992)
- Going Underground Carlton Television (1992)
- Oasis (10-delig drama) Carlton Television (1992)
- London Bridge Carlton Television (16 afleveringen 1995-1996)
- Staying Alive (twee afleveringen) LWT (1997)
- Casualty (tv-serie) BBC (1997-1998)
- London's Burning LWT (1999)
- Reach For The Moon (drie afleveringen) LWT (2000)
- EastEnders : Dot's Story BBC (2003)

## Filmografie
| jaar | titel                | regisseur | scenarist | producent |
| ---- | -------------------- | --------- | --------- | --------- |
| 1986 | Caprice              | ja        | ja        | nee       |
| 2007 | Unrelated            | ja        | ja        | nee       |
| 2010 | Archipelago          | ja        | ja        | nee       |
| 2013 | Exhibition           | ja        | ja        | nee       |
| 2019 | The Souvenir         | ja        | ja        | ja        |
| 2020 | The Souvenir Part II | ja        | ja        | ja        |

- Bibliothèque nationale de France: cb16648041c (data)
- Gemeinsame Normdatei: 1023555557
- International Standard Name Identifier: 0000 0003 9354 7840
- Library of Congress Control Number: no2014165742
- Nederlandse Thesaurus van Auteursnamen: 321142039
- Système universitaire de documentation: 25112858X
- Virtual International Authority File: 287843613
- WorldCat: E39PBJmp8MfCqdrMkhQXDPFR8C